# Полесье (Ярославская область)
Полесье — деревня в Ярославском районе Ярославской области. Входит в состав Заволжского сельского поселения.

## География
Находится в восточной части Ярославской области на расстоянии приблизительно 3 км на юг-юго-восток по прямой от станции Филино.

## История
Населенный пункт возник в XXI веке. Зона развивающейся жилой застройки (ЖК «Полесье» и «Заволжский квартал», ЖК «Сиреневый», ЖК «Полесье»).

## Население
Численность населения: не учитывалась в 2002 году, 28 человек в 2010.

## Образование
Ярославский филиал Физико-технологического института РАН

## Общественный транспорт
Полесье обслуживается автобусными маршрутами:
- на улице Красноборской (остановка «Сиреневая улица»[7]): №№ 55 Ярославль-Главный — Машприбор, 64 Ярославль-Главный — Улица Сиреневая, 099 Торговый переулок — Улица Сиреневая (в дни массовых мероприятий).
- на проспекте Машиностроителей (остановка «Сабанеевская»[8]): №№ 13 Улица Суздальская — Машприбор, 25 15 микрорайон — Машприбор, 28 ЯШЗ — Машприбор, 29 Машприбор — Тверицы, 30 Ярославль-Главный — Машприбор, 39 Студенческий городок — Нижний посёлок, 40с Резинотехника — Машприбор, 55 Машприбор — Ярославль-Главный, 56 Посёлок Прибрежный — Машприбор, 67 Улица Автозаводская — Машприбор, 85 Посёлок Ивняки — Машприбор, 112 Ярославль (КДП «Заволжье») — ЖК Зелёный Квартал, 132 Красный Бор — Нижний посёлок.

## Улицы
Улицы: Сиреневая, Светлая, Южная, Центральная.
Переулки: Майский, Апрельский, Южный.
Проезды: 1-й Березовый, 2-й Березовый, 1-й Сиреневый, 2-й Сиреневый, 3-й Сиреневый.